# Terri Lynn Land
Pour les articles homonymes, voir Land.
Terri Lynn Land, née en 1958 à Grand Rapids, est une femme politique américaine et la 41e secrétaire d'État du Michigan.
Au lycée, elle travailla pour la campagne présidentielle du président sortant Gerald Ford en 1976.  Elle fut aussi l’une des plus jeunes femmes à faire partie de la Convention des Républicains en 1978.  Elle reçut son Bachelor of Arts en sciences politiques de Hope College à Holland au Michigan. 
Elle a été élue secrétaire d'État du Michigan en 2002 et réélu en 2006. Elle a lancé un comité exploratoire pour une éventuelle candidature à la primaire républicaine pour l'élection au poste de gouverneur du Michigan en 2010.
Un de ses objectifs est d’augmenter la base de données du département d’État et d’augmenter l’usage personnel de ces données.